# 阮蔚村
阮蔚村（1906年—1988年），山东蓬莱人，近代体育文化人，翻译家，国立北京大学医學院教授。
青少年时旅居日本多年。阮蔚村毕业于日本关西大学毕业。曾担任过上海职业教育的日语教师，同时也是烟台日语快速学校的校长。
爱好体育运动，曾在大阪组织华侨排球队，称雄日本。1930年代曾任《申报》驻日特约通讯员，兼为其它各报撰写体育稿件。九一八事变后回国，任《勤奋书局》编辑，编译大量近代体育书籍和文章。其中《远东运动会历史与成绩》一书系统和完整地保存了远东运动会的史料。曾任国立北京大学（现为北京大学）医學院的日语教授。抗战胜利后寓居北京，以行医为生。1983年在北京逝世，享年72岁。

## 相关文献
1. ↑  中国紳士録 第2版 （页面存档备份，存于） 満蒙資料協会 1942年(昭和17年) 2023年2月10日閲覧
2. ↑  中国文化界人物総鑑 （页面存档备份，存于） 中華法令編印館 1940年(昭和15年) 2023年2月10日閲覧
3. ↑  中国文化情報 (15) （页面存档备份，存于） 上海自然科学研究所 1939年(昭和14年)4月 2023年2月10日閲覧

書籍
- 『中国近代体育文选』，北京：人民体育出版社，1992：490
- 『罗时铭，奥运来到中国』，北京：清华大学出版社，2005：22